# Thomas Laurent
Thomas Laurent (La Roche-sur-Yon, 5 april 1998) is een Frans autocoureur.

## Carrière
Laurent maakte zijn autosportdebuut in het karting op driejarige leeftijd. In 2012 werd hij negende in het wereldkampioenschap karten. Tussen 2012 en 2014 werd hij ieder jaar Frans kampioen en in 2015 werd hij tevens wereldkampioen.
In 2015 hield Laurent op met karten en wilde hij in het formuleracing gaan rijden. Hij testte een Formule 4-wagen, maar hij had niet voldoende sponsorgeld om naar deze klasse over te stappen. In plaats hiervan nam hij in de winter van 2015 op 2016 deel aan drie van de vier races van de LMP3-klasse van de Asian Le Mans Series (ALMS) bij het team Jackie Chan DC Racing als teamgenoot van Ho-Pin Tung en David Cheng. Hij won al deze races, maar werd in de eindstand als tweede geklasseerd omdat zijn teamgenoten de openingsrace zonder hem hadden gewonnen.
In 2016 maakte Laurent zijn debuut in de LMP3-klasse van de European Le Mans Series (ELMS), waarin hij voor het team M.Racing - YMR de auto met Alexandre Cougnaud en Yann Ehrlacher deelde. Hij won de seizoensfinale op het Autódromo do Estoril en werd met 36 punten achtste in het kampioenschap. Ook nam hij deel aan de Road to Le Mans, die hij samen met Cougnaud won. Tevens werd hij zesde in de Duitse Porsche Carrera Cup en nam hij deel aan de race op Silverstone in de Porsche Supercup voor het team Martinet by Alméras.
In de winter van 2016 op 2017 keerde Laurent terug naar de ALMS, maar reed ditmaal voor DC Racing naast Tung en Gustavo Menezes in de LMP2-klasse. Hij won de race op het Chang International Circuit en stond ook op de Fuji Speedway op het podium. Met 44 punten werd hij zevende in de eindstand. In 2017 maakte hij zijn debuut in de LMP2-klasse van het FIA World Endurance Championship (WEC) voor Jackie Chan DC Racing, waar hij de auto met Tung en Oliver Jarvis deelde. Hij won drie races: de 6 uur van Silverstone, de 24 uur van Le Mans en de 6 uur van de Nürburgring. Met 175 punten werd hij, achter het duo Julien Canal en Bruno Senna, tweede in de eindstand.
In de winter van 2017 op 2018 reed Laurent wederom in de ALMS voor het team Jackie Chan DC Racing X Jota als teamgenoot van Harrison Newey en Stéphane Richelmi. Hij won de races op het Zhuhai International Circuit, Fuji en het Sepang International Circuit. Met 95 punten werd hij gekroond tot kampioen in de LMP2-klasse. Vervolgens stapte hij in het WEC-seizoen 2018-2019 over naar de LMP1-klasse, waarin hij samen met Menezes en Mathias Beche voor Rebellion Racing uitkwam. Hij won de 6 uur van Silverstone nadat beide inschrijvingen van Toyota waren gediskwalificeerd omdat de plank onder de auto's te erg versleten was. Met 114 punten werd hij derde in de eindstand.

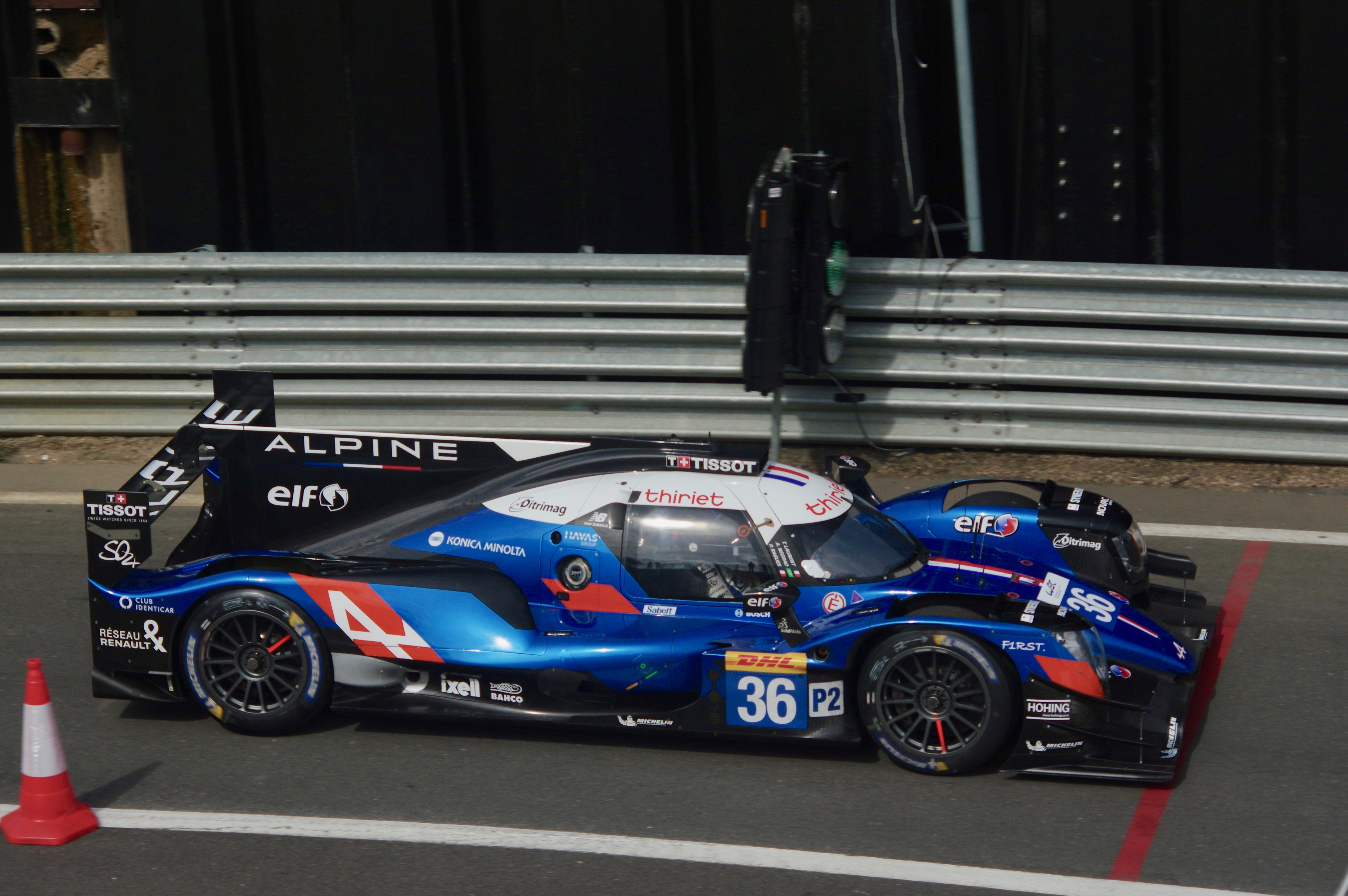
Thomas Laurent tijdens de 4 uur van Silverstone in 2019.

In het seizoen 2019-2020 keerde Laurent terug naar de LMP2-klasse van het WEC, waarin hij samen met André Negrão en Pierre Ragues voor het team Signatech Alpine Elf reed. Tevens was hij de reservecoureur van Toyota. Hij behaalde podiumplaatsen in de 4 uur van Silverstone en de 24 uur van Le Mans en werd met 109 punten achtste in het klassement. Tevens reed hij in 2020 ook in de LMP2-klasse van de ELMS voor Graff als teamgenoot van Cougnaud en James Allen. Hij eindigde in de races op het Circuit Spa-Francorchamps en het Circuit Paul Ricard op het podium en werd met 43 punten zesde in de eindstand.
In 2021 nam Laurent enkel deel aan de 24 uur van Le Mans, waarin hij samen met Ryan Dalziel en Dwight Merriman in de LMP2 Pro-Am-klasse bij IDEC Sport reed. Hij was hier opgeroepen als vervanger van de geblesseerde Kyle Tilley. Vanwege een ongeluk van Merriman in de vrije trainingen raakte de auto echter zo zwaar beschadigd dat deze niet aan de race deel kon nemen. In 2022 reed Laurent wederom in de ELMS, waar hij ditmaal samen met Matthias Kaiser en Ugo de Wilde voor Mühlner Motorsport uitkwam. In de race op het Autodromo Nazionale Monza eindigde hij op het podium, waardoor hij met 19 punten vijftiende in het kampioenschap werd.
In 2023 reed Laurent in de eerste vier races van de Lamborghini Super Trofeo Europe voor het team Boutsen VDS, waar twee zesde plaatsen op Paul Ricard en Spa-Francorchamps zijn beste resultaten waren. Tevens reed hij voor dit team in de 24 uur van Spa-Francorchamps, waarin hij in de Gold Cup-klasse vijfde werd. In 2024 komt hij uit in de Pro-Am-klasse van de Franse GT4 Cup, waar hij voor het team AV Racing samen met Noam Abramczyk een race op het Circuit de Lédenon won.